# Рамон Еметерио Бетансес
Рамон Еметерио Бетансес (на испански: Ramón Emeterio Betances) е пуерторикански, медик (хирург), политик и революционер.

## Биография
Роден е в семейство на търговец в Кабо Рохо, Пуерто Рико на 8 април 1827 г. Завършва медицина в Парижкия университет през 1855 г.
След връщането си в Пуерто Рико работи като хирург. Включва се активно в политическия живот. Днес е определян като основоположник на движението за независимост на Пуерто Рико от Испания. Той е водач на въстанието Грито де Ларес през 1868 г., след което е изпратен в изгнание и остава до края на живота си във Франция.
Рамон Еметерио Бетансес умира в Ньой сюр Сен, Франция на 16 септември 1898 г.